# Plàtans de la Devesa

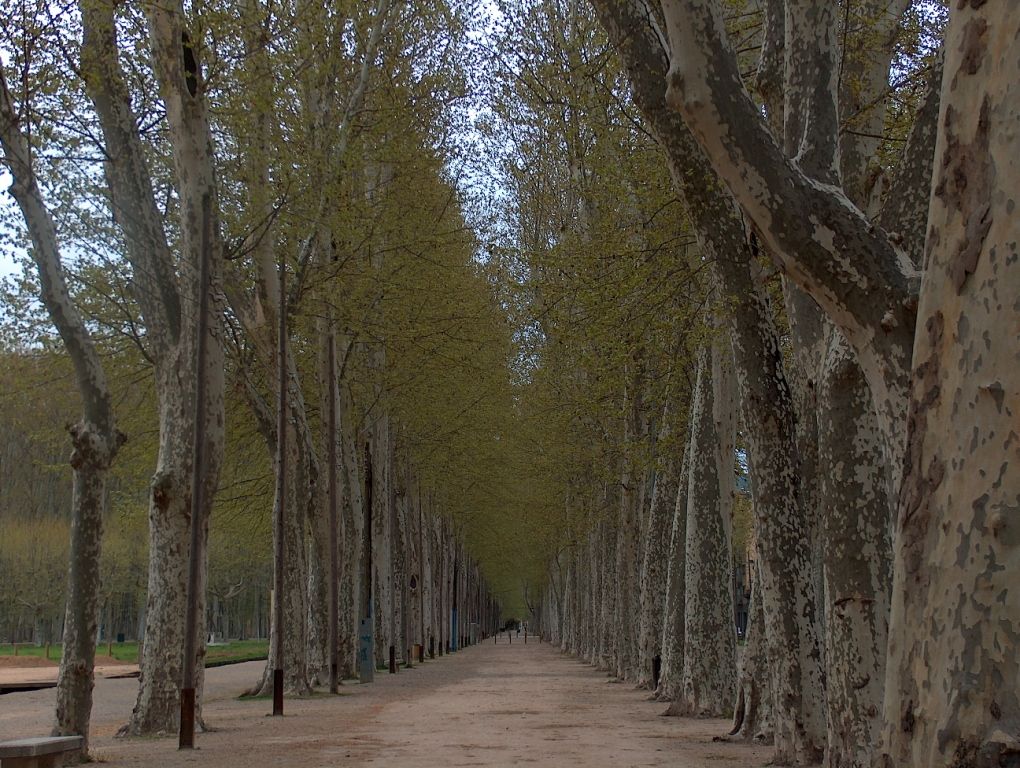

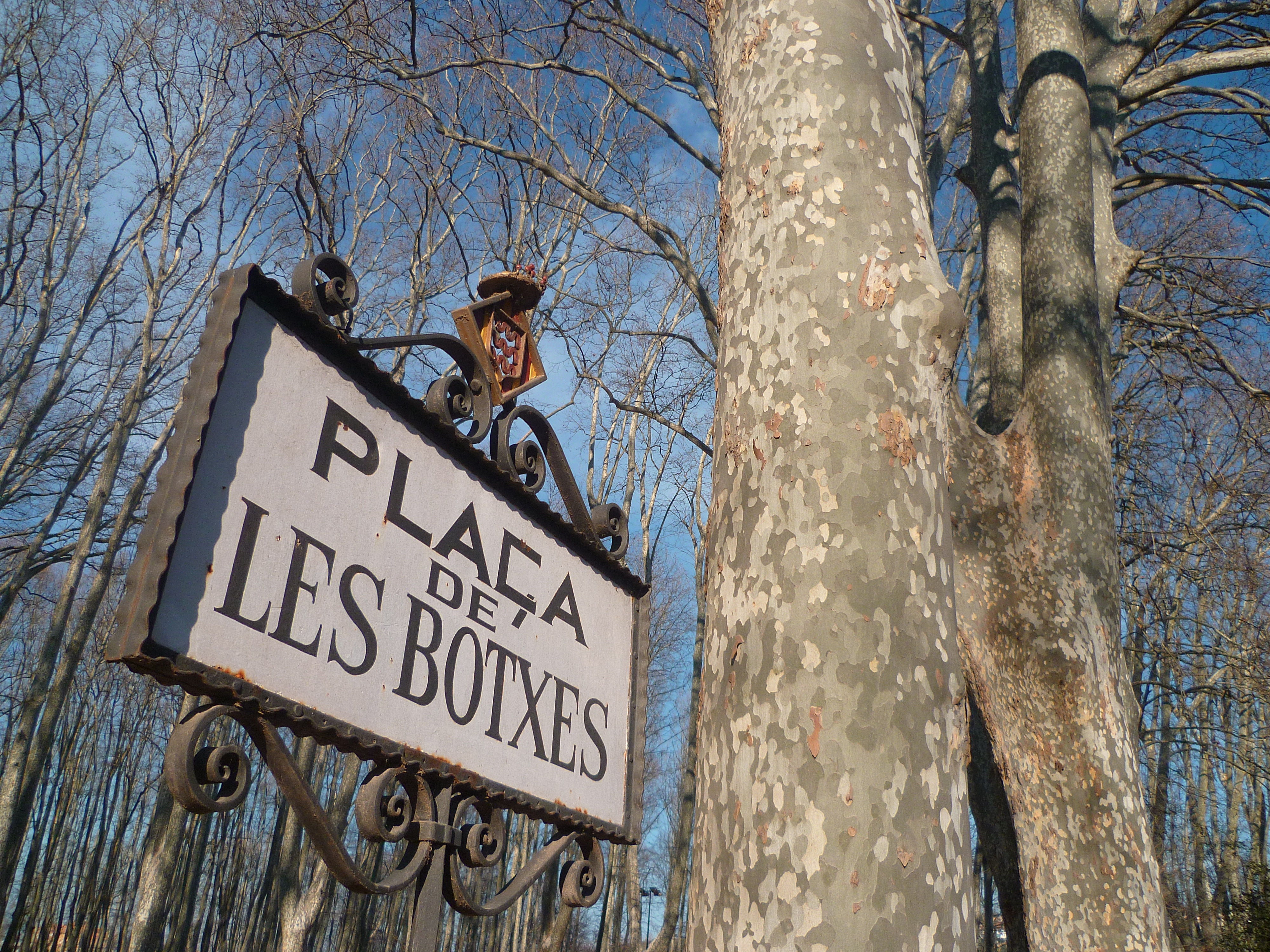

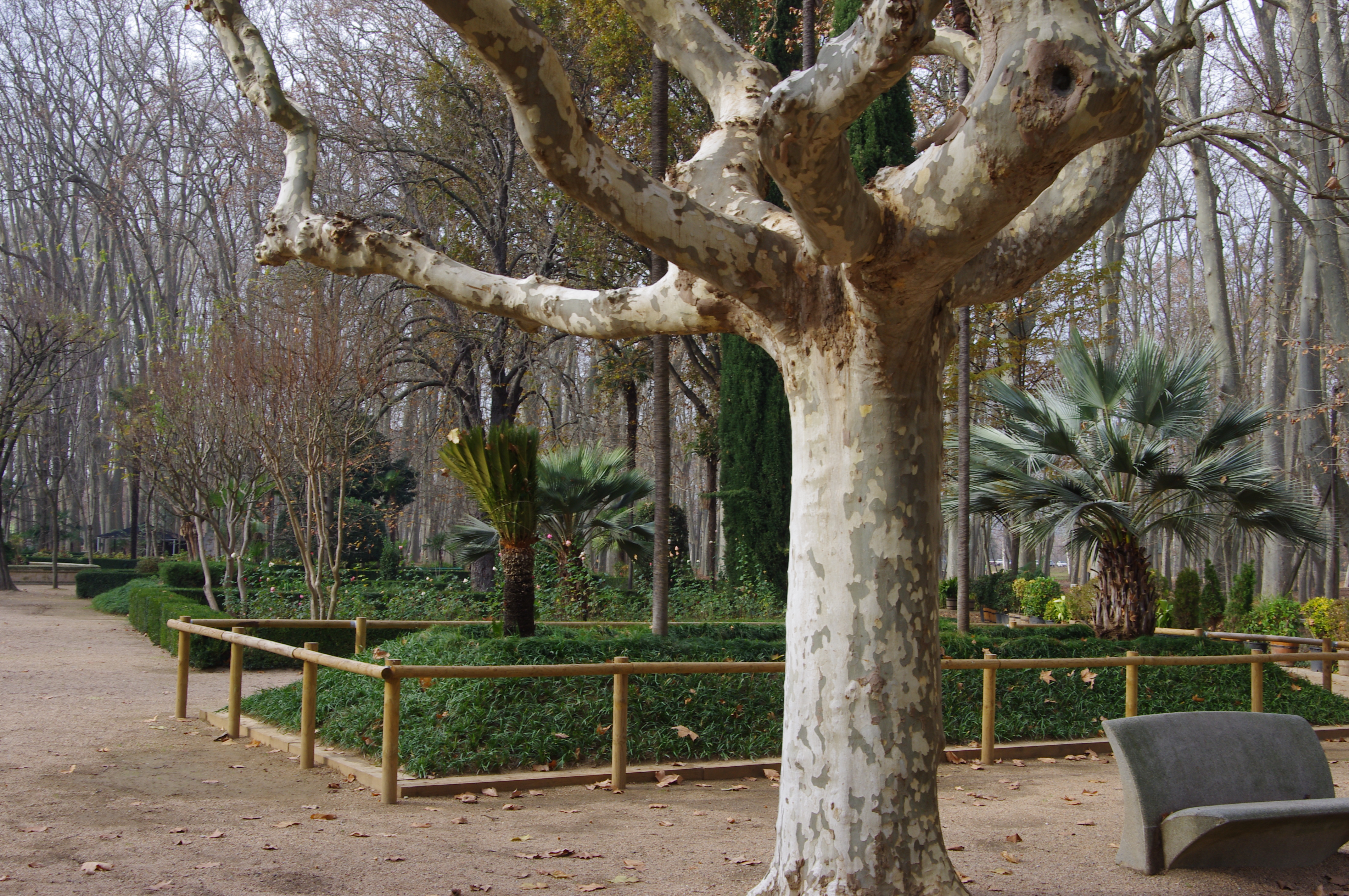

Els Plàtans de la Devesa (Platanus x hispanica) són un conjunt de 2.500 plàtans que es troba al Parc de la Devesa (Girona, el Gironès).

## Dades descriptives
- Perímetre del tronc a 1,30 m: de 2,80 a 4,97 m.
- Perímetre de la base del tronc: de 3,5 a 7,07 m.
- Alçada: 62,82 m (el més alt, també és l'arbre més alt de tot Catalunya).
- Amplada de la capçada: 21 m de mitjana.
- Altitud sobre el nivell del mar: 62 m.[2]

## Entorn
Es troben al Parc de la Devesa acompanyats per una gran diversitat d'espècies ornamentals en forma de col·lecció botànica. També hi abunden diferents plantes silvestres sota els arbres, com ara trèvol, plantatge, lleterassa, tomaquera del diable, avellanetes, blet, càrex pèndul, heura, plançons de robínia, mèlia i lledoner.

## Aspecte general
Durant força anys han presentat atacs violents de tigre del plàtan (Corythucha ciliata) i d'altres plagues, els quals han estat tractats. Sembla que d'uns anys ençà la cosa ha tombat per bé i, avui dia, la majoria dels individus tenen un bon estat de salut. La presència d'aquest insecte hemípter encara és constatable, però sembla que està controlada. Hi ha plàtans que presenten alguna ferida a la soca o a certa alçària, però són comptats individus i més aviat excepcions. També s'observa alguna marca de podes, en forma de ferida mal tancada, sobretot als plàtans presents als laterals del parc, cosa que és menys freqüent als de la plaça de les Botxes, on trobem els individus més sans i bells del parc.

## Accés
Cal dirigir-se al Parc de la Devesa. GPS 31T 0483503 4648388.